# Nemezis (powieść Agathy Christie)
Nemezis (tytuł oryginału angielskiego Nemesis, jedno z wydań polskich pod tytułem Przeznaczenie) – powieść Agathy Christie, napisana w 1971 roku. Występuje w niej detektyw amator Jane Marple, starsza pani mieszkająca w prowincjonalnej miejscowości St Mary Mead.

## Fabuła
Panna Jane Marple niespodziewanie otrzymuje list od dawnego znajomego. Umierający Jason Rafiel (znany z Karaibskiej tajemnicy) prosi o wyjaśnienie pewnej sprawy kryminalnej, która wydarzyła się kilka lat wcześniej. Proponuje bardzo wysokie honorarium: dwadzieścia tysięcy funtów. Mimo że Rafiel nie podaje żadnych szczegółów, panna Marple decyduje się podjąć wyzwanie. Jedyną wskazówką jest dziwny prezent od pana Rafiela. Opłacił on przed śmiercią wycieczkę po starych angielskich rezydencjach. Wszystko wskazuje, 
że wśród uczestników może znajdować się zabójca. Pozostaje pytanie: kto jest ofiarą?
Panna Marple wyrusza jednak na wycieczkę, licząc, że napotka tam więcej wskazówek. Nie myli się - na pewnym etapie podróży okazuje się, że pan Rafiel przygotował przyjaciółce zaproszenie do domu swoich znajomych - trzech sióstr w starszym wieku, mieszkających razem: Anthei, Clothilde i Lavinii. Jane Marple odłącza się więc od wycieczki i zamieszkuje z kobietami. Po pewnym czasie udaje jej się z nimi zaprzyjaźnić i najstarsza z nich, Clothilde opowiada jej bolesną historię z przeszłości - jej przybrana córka, Verity, została przed laty zamordowana. O morderstwo oskarżony został Michael, syn pana Rafiela. Do tej pory odbywa wyrok w więzieniu i wszyscy przekonani są o jego winie.
Teraz panna Marple poznaje swoje zadanie - Jason Rafiel poprosił ją o udowodnienie niewinności swojego syna. Okazuje się, że najprawdopodobniej chłopak rzeczywiście jest niewinny, bo dochodzi do kolejnej zbrodni. Ginie panna Elisabeth Temple, dyrektorka szkoły dla dziewcząt, do której uczęszczała Verity. Czyżby ktoś próbował uniemożliwić pannie Marple zebranie wszystkich informacji na temat dziewczyny?

## Rozwiązanie
Zbrodnię popełniła Clothilde Brandbury-Scott, patologicznie zazdrosna o swoją przybraną córkę. Nie zamierzała pozwolić, by jej „własność” wyprowadziła się daleko od niej, co zamierzała zrobić po ślubie. Zwłoki otrutej Verity zakopała w ogrodzie tuż przed własnym domem. Dla zmylenia policji popełniła drugą zbrodnię na dziewczynie w odpowiednim wieku, której twarz doszczętnie zmasakrowała dla utrudnienia identyfikacji zwłok. Tę drugą ofiarę Clothilde „rozpoznała” jako Verity. Clothilde odpowiada również za śmierć panny Temple. Obawiała się bowiem, że jej niezdrowy stosunek do przybranej córki wyjdzie na jaw i wzbudzi podejrzenia policji.
Kiedy panna Marple ujawnia morderczyni, że poznała prawdę, ta próbuje ją zamordować. Na szczęście jednak pan Rafiel przewidział niebezpieczeństwo, w jakim mogła znaleźć się panna Marple i przed śmiercią wynajął dwie kobiety dla jej ochrony. W odpowiednim momencie obezwładniają one Clothilde i ratują życie panny Marple. Jednak Clothilde Brandbury-Scott wypija zatrute mleko, przeznaczone dla starszej pani i umiera.
Niewinny syn pana Rafiela po wielu latach odzyskuje wolność. Pannie Marple udaje się wypełnić zadanie, które powierzył jej przyjaciel. Odbiera swoje honorarium i wraca do domu w St Mary Mead.